# Penetrations from the Lost World
Penetrations from the Lost World es el EP debut de la banda de melodic death metal Dimension Zero. Fue relanzado en el 2003 con bonus tracks.

## Lista de canciones de la edición 2003
1. Through the Virgin Sky
2. Dead Silent Shriek
3. Forgotten... But Not Forgiven
4. Everlasting Neverness
5. Condemned
6. Helter Skelter (The Beatles cover)
7. Silent Night Fever (live)
8. Not Even Dead (live)
9. The Murder-Inn (live)
10. They Are Waiting to Take Us (live)
11. Through the Virgin Sky (live)
12. Troops of Doom (Sepultura cover)

- Las canciones 1-4 fueron grabadas en mayo de 1996 del EP original, las demás, son de la reedición en el 2003.
- Las canciones 5-6 fueron grabadas en noviembre del 2001.
- Las canciones 7-11 fueron grabadas en vivo en Osaka, Nagoya y Tokio, Japón en mayo de 2002.
- La canción 12 fue incluida como bonus de la edición japonesa lanzada por War Music. Fue también incluida en el álbum recopilatorio Sepulchral Feast: A Tribute to Sepultura.

## Integrantes
- Glenn Ljungström - guitarra
- Jesper Strömblad - bajo y guitarra (1-6)
- Jocke Göthberg - voz
- Hans Nilsson - batería
- Fredrik Johansson - solos y guitarras acústicas (1-4)
- Daniel Antonsson - guitarra (7-11)